# Abbé Aubert
Jean-Louis Aubert (París, 15 de febrer de 1731 - idm. 10 de novembre de 1814), fou un dramaturg, poeta i periodista, era fill del violinista i compositor Jacques Aubert (1689-1753) i germà del també músic com el seu pare Louis Aubert (1720-1800).
Indubtablement fou el membre més notable de la família Aubert. Va fer els estudis religiosos al Col·legi de Navarra i les seves primeres faules, molt notables per cert, aparegueren en el Mercure de France, mereixen els elogis de Voltaire i dels Germans Grimm. La poesia no era per Aubert només que per passar el temps, que redactava el diari Affiches, annonces et avis divers, publicant en cada número apreciacions crítiques de llibres i obres teatrals, molt ben rebudes pel públic i literats. Col·laborà en altres revistes i fou director de la Gazette de France (1774-1786) i fou professor d'eloqüència del Col·legi Reial.
A més de les faules, de les que se'n feren nombroses edicions, deixà Réfutation suivie et détaillée des principes de M. Rousseau de Genève touchant la musique, adressée à lui même en reponse à sa lettre (París, 1754), Contes moraux sur les tableax de Greure (1761-63), Abel, drama en tres actes: el poema Voeu de Jepthé (1765) i Psyché (1765), poema amb un prefaci molt curiós en el que l'autor es declara superior a La Fontaine, perquè aquest cercava el assumptes per les seves faules en qualsevol lloc, mentre que les d'Aubert sempre eren originals.